# جو ناکاجیما
جو ناکاجیما (انگلیسی: Jo Nakajima؛ زادهٔ ۳ ژوئیهٔ ۱۹۸۰) بازیکن فوتبال اهل ژاپن است.
از باشگاه‌هایی که در آن بازی کرده‌است می‌توان به باشگاه فوتبال کاشیما آنتلرز اشاره کرد.